# NGC 6905
NGC 6905 is een planetaire nevel in het sterrenbeeld Dolfijn. Het ligt 3000 lichtjaar van de Aarde verwijderd en werd op 16 september 1784 ontdekt door de Duits-Britse astronoom William Herschel. Dit objekt kreeg de bijnaam Blue Flash Nebula.

## Synoniemen
- PK 61-9.1